# Trois Hommes à abattre
Trois Hommes à abattre is een Franse film van Jacques Deray die werd uitgebracht in 1980.
Het scenario is gebaseerd op de roman Le Petit Bleu de la côte ouest (1976) van Jean-Patrick Manchette.

## Samenvatting
Michel Gerfaut is een knappe veertiger die in Parijs woont. Hij heeft een heel aantrekkelijke jonge vriendin, Béa. Zijn geld verdient hij aan de pokertafel.
Op een nacht, op weg naar zijn volgende kaartspel, stuit hij op een zwaar beschadigde wagen. Hij merkt dat de bestuurder nog in leven is en voert hem naar het hospitaal waar hij hem aan de ingang afzet en vertrekt zonder een verklaring af te leggen.
Wat later verneemt Gerfaut in de krant dat die bestuurder een hoge ambtenaar van een machtig wapenbedrijf was en is overleden. Twee van zijn collega's werden diezelfde nacht vermoord. Alle drie waren ze klokkenluiders die de waarheid dreigden uit brengen over een contract waarbij defecte raketten zijn betrokken.
Gerfaut beseft niet alleen dat de bestuurder eveneens het slachtoffer was van een aanslag maar ook dat hij een hinderlijke getuige is geworden. Al vlug zitten de moordenaars hem op de hielen.  

## Rolverdeling
| Acteur             | Personage           |
| ------------------ | ------------------- |
| Alain Delon        | Michel Gerfaut      |
| Dalila Di Lazzaro  | Béa                 |
| Michel Auclair     | Leprince            |
| Pascale Roberts    | mevrouw Borel       |
| Lyne Chardonnet    | de verpleegster     |
| Jean-Pierre Darras | inspecteur Chocard  |
| Bernard Le Coq     | Jean-Marc Gassowitz |
| François Perrot    | Étienne Germer      |
| André Falcon       | Jacques Mouzon      |
| Féodor Atkine      | Leblanc             |
| Christian Barbier  | Leblanc             |
| Simone Renant      | mevrouw Gerfaut     |
| Pierre Dux         | Emmerich            |